# Xylota atricoloris
Xylota atricoloris är en tvåvingeart som beskrevs av Mutin 1987. Xylota atricoloris ingår i släktet vedblomflugor, och familjen blomflugor. Inga underarter finns listade i Catalogue of Life.